# Путь суконщика
51°13′06″ с. ш. 7°19′31″ в. д.
Путь суконщика (нем. Tuchmacherweg) — один из 24 тематических туристских маршрутов Бергишес-Ланд, знакомящих туристов с окрестностями города Радеформвальд и его природными, историческими и техническими достопримечательностями. Относится к наиболее качественно проработанным туристским маршрутам Северного Рейна-Вестфалии и Германии.

## Общая характеристика маршрута
Этот однодневный культурно-исторический маршрут разработан и профинансирован маркетинговым предприятием «Натур-арена», курирующим разработку туристских маршрутов 21 коммун и городов районов Рейниш-Бергиш и Обербергиш историко-культурного и природного региона Бергишес-Ланд..
Главная цель маршрута: проследить промышленную историю этой части Бергишес-Ланд: от Радеформвальда — «города на высотах» спуститься к историческому текстильному городу Далерау и по старой железный дороге проследовать к огромному Вуппертальскому водохранилищу.
Радеформвальд — самый высокогорный город Бергской земли, его центральная часть расположена на высотах более 400 м. н. у. м., но значительная часть его истории скрыта в долине Вуппера. Путь суконщика ведёт из города в долину, которую Вуппер за долгую геологическую историю вырыл здесь глубоко в горах.
Энергетическая мощь реки сыграла большую роль в индустриализации региона. В Далерау можно проследить следы суконной промышленности, заменившей в XIX веке господствовавшую ранее металлургическую промышленность. Небольшой городок с собственной железнодорожной станцией, общественными банями, магазинами и рабочими посёлками сложился вокруг текстильной фабрики «Иоганн Вюльфинг и Зонн». Музей Вюльфинга предлагает взглянуть на историю бывшего «текстильного города», в котором обосновалось большое количество небольших компаний после закрытия текстильной фабрики в 1996 году.
Историю железной дороги в её уснувшем состоянии можно обнаружить на станции Дальхаузен: старые локомотивы, вагоны и строительные машины восстанавливаются здесь ассоциацией, которая возрождает пути заброшенной Вуппертальской железной дороги с помощью велосипедных дрезин. Старая железнодорожная линия заканчивается на несколько километров дальше, поскольку там была построена в 1980-е годы плотина Вупперского водохранилища. Регулярный автобус курсирует от плотины обратно в центр города.
Длина маршрута составляет 10,4 км, на котором установлено пять информационных стендов. В системе тематических маршрутов он обозначен маркировкой с номером 1 на красном фоне. Перепад высот по маршруту колеблется от 200 м н. у. м. до 370 м. н. у. м. Общий подъём составляет 162 метра, общий спуск — 270 м.. Маркировка маршрута очень хорошая. Степень сложности — средняя..

## Галерея 1
- Варианты маркировки маршрута